# Fashion Rio
Fashion Rio é um dos eventos de moda mais importantes do Brasil. É realizado pela Federação das Indústrias do Estado do Rio de Janeiro (FIRJAN), com o apoio da Associação Brasileira da Indústria Têxtil (ABIT), Agência de Promoção de Exportações e Investimentos (Apex-Brasil) e o Serviço Brasileiro de Apoio às Micro e Pequenas Empresas (SEBRAE) do Rio de Janeiro. A área total dos desfiles tem 8 mil metros cúbicos
O Sistema FIRJAN se associou a um novo parceiro no Fashion Rio e na sua bolsa de negócios, o Rio à Porter: a InBrands. 
O Fashion Rio já teve sedes como o Museu de Arte Moderna (MAM), e a Marina da Glória, no Rio de Janeiro e lançou diversas marcas no mercado. Atualmente, com a direção de Paulo Borges, o evento é sediado no Píer Mauá.
Com o objetivo de estimular o desenvolvimento de toda a cadeia produtiva do mercado de moda brasileira, a FIRJAN licenciou à Inbrands a operação e marca do Fashion Rio por 10 anos, com o objetivo de garantir o crescimento e a sustentabilidade do evento ao longo do período. Por intermédio da Luminosidade, do empresário Paulo Borges, a InBrands começou a produzir o evento a partir de 7 de junho de 2009, quando teve início a temporada Primavera-Verão 2010.